# Vincenzo Amidani
Vincenzo Amidani (Cremona, 1410 – Milano, 7 giugno 1475) è stato un funzionario italiano del Ducato di Milano.

## Biografia
Nacque in una nobile famiglia cremonese, da Bartolomeo. Intraprese gli studi giuridici che lo portarono nel 1437 al servizio di Francesco Sforza. Divenne un fiduciario del futuro duca di Milano, accompagnandolo fedelmente dall'allontanamento del Regno di Napoli ad opera di Alfonso I. Nel 1444 ricevette da Filippo Maria Visconti l'incarico di presentare allo Sforza le sue rimostranze per l'uccisione del condottiero Ciarpellone.
Nel 1446 fu a Venezia, come intermediario per ottenere una maggiore partecipazione della Repubblica a perpetrare gli interessi dello Sforza. Nel 1447 fu nominato ambasciatore presso il Visconti, di cui assistette alla morte.